# The Knight's Tale

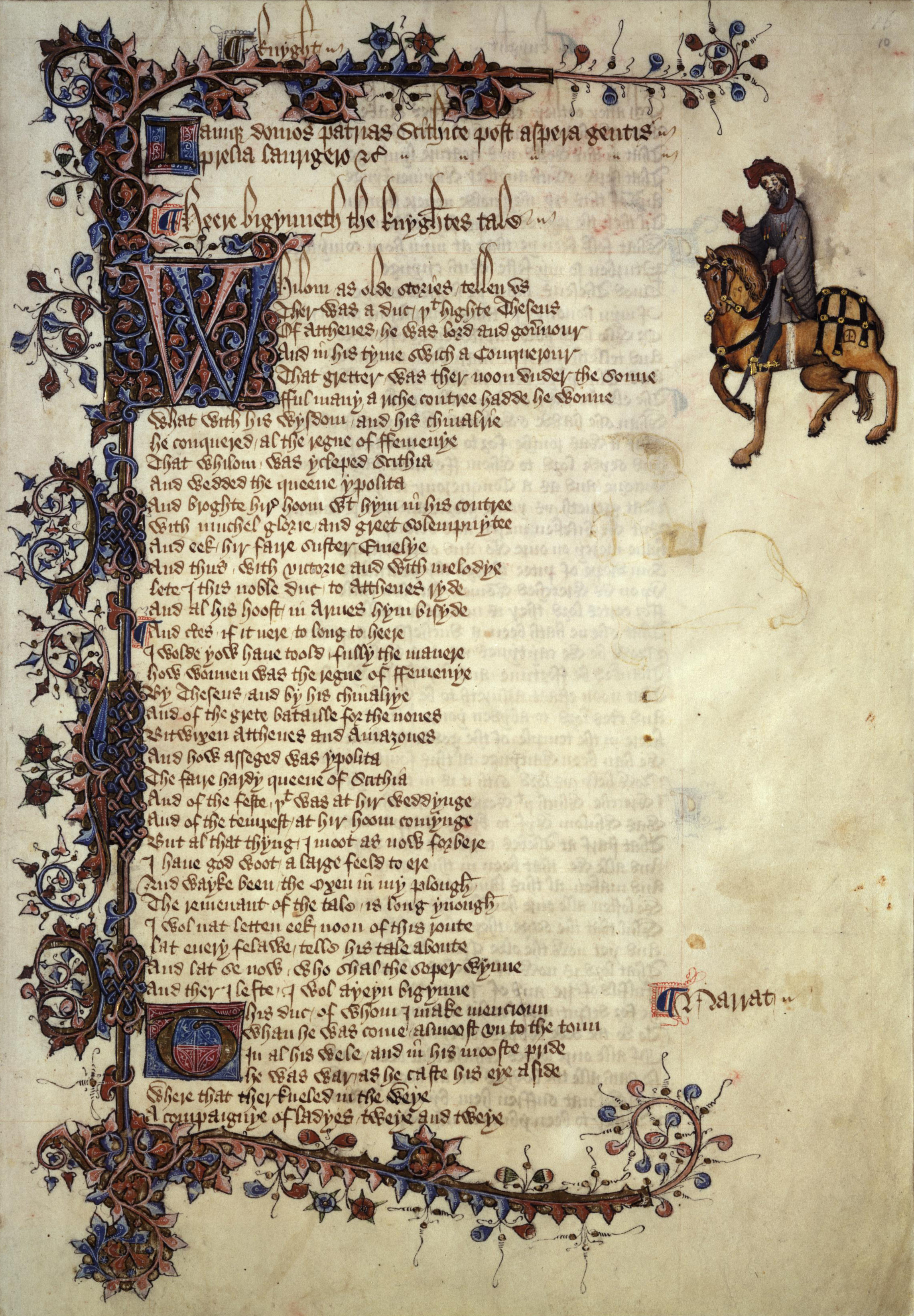
Eerste pagina van The Knight's Tale uit The Canterbury Tales in het Ellesmere manuscipt, 14e eeuw.

The Knight's Tale (Middelengels: The Knightes Tale) is het eerste verhaal uit The Canterbury Tales van Geoffrey Chaucer. De 'Knight' (ridder) vertelt over twee neven, Palamon en Arcite, die een bijzonder hechte band met elkaar hebben, maar die uit liefde voor dezelfde vrouw, Emelye, rivalen worden. In het verhaal worden aspecten van het ridderschap behandeld, zoals hoofse liefde, hoffelijkheid en ethische dilemma's.

## Datering
The Knight's Tale werd oorspronkelijk als een apart werk geschreven, blijkbaar voordat Chaucer het plan opvatte om The Canterbury Tales samen te stellen. In de proloog van The Legend of Good Women, waarschijnlijk geschreven rond 1386, verwijst Chaucer naar het verhaal van de 'Knight' als Palamon and Arcite:
And al the love of Palamon and Arcite
Of Thebes, thogh the storye ys knowen lyte;— KnT F 420-421.
En al de liefde van Palamon en Arcite
Van Thebe, hoewel het verhaal weinig bekend is;
Uit vergelijkend onderzoek van zijn teksten en onderzoek naar de volgorde van zijn oeuvre kan geconcludeerd worden dat Chaucer dit verhaal in het begin van de jaren 1380 en voor 1386 schreef.

## Tekst
The Knight's Tale behoort tot Fragment I (groep A) en wordt gewoonlijk afgekort als KnT. Alle moderne edities verdelen het verhaal in vier delen, zoals in het Ellesmere manuscript, hoewel dit het enige manuscript is waarin dat wordt gedaan. De meeste andere manuscripten verdelen The Knight's Tale helemaal niet en degenen die dat wel doen verdelen het in twee tot vijf delen. Al deze manuscripten hebben wel een verdeling gemeenschappelijk, namelijk daar waar in het Ellesmere manuscript deel II eindigt met
To Thebes with his olde walles wyde.— KnT 1880
Naar Thebe met zijn oude brede muren.
Het Hengwrt Chaucer manuscript biedt een inleiding en drie hoofdstukken.

In verscheidene van de gezaghebbende manuscripten, waaronder Hengwrt en Ellesmere, wordt het antifeministisch couplet weggelaten over Emelye die vriendelijk naar de overwinnaar Arcite kijkt:
For wommen, as to speken in comune,
Thei folwen alle the favour of Fortune.— KnT 2681-2682
Want vrouwen, om in het algemeen te spreken,
Zij volgen allemaal de gunst van Fortuna.
Er wordt niet getwijfeld aan de echtheid van deze versregels, maar er valt onmogelijk te achterhalen of deze weglating het werk is van scribenten of op verzoek van Chaucer zelf, die het eventueel toegevoegd of verwijderd wou hebben.

## Chaucers beschrijving van de 'Knight'
In de General Prologue van The Canterbury Tales geeft Chaucer een uitgebreide beschrijving van de 'Knight'.
Zo komen we te weten dat hij goede paarden heeft, maar dat hij niet mooi gekleed is. Hij draagt een tuniek van ruwe stof, besmeurd met roestvlekken van zijn maliënkolder, want hij is meteen na een veldtocht op deze pelgrimstocht vertrokken. Hij is een respectabel man, die van ridderlijkheid, trouw, eer, vrijheid en hoffelijkheid houdt. Nog nooit heeft hij beledigend tegen iemand gesproken, want in de gewone omgang is hij wijs en tegelijkertijd zacht als een meisje. Toch is hij ook bijzonder heldhaftig in de strijd. Kortom hij is een perfecte ridder. Zo nam hij deel aan veel buitenlandse campagnes. Hij was bij de verovering van Alexandrië en vocht in Litouwen en Rusland. Hij maakte het beleg van Algeciras in Granada mee en de verovering van Lyeys en Satalye. Hij reed door Belmarye. Aan wel vijftien gevechten op leven en dood nam hij deel en drie keer had hij voor zijn geloof gevochten in een toernooi in Tramyssene, waarbij hij telkens zijn tegenstander versloeg. In Pruisen kreeg hij een ereplaats aan tafel en in Turkije vocht hij met de heerser van Palatye tegen het heidense leger. En steeds genoot hij van een onovertroffen reputatie.

## Synopsis

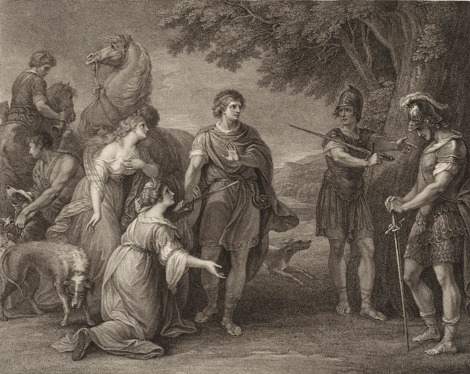
Palamon en Arcite, door Francesco Bartolozzi, 1790, Poesjkinmuseum, Moskou.

Theseus, hertog van Athene, is op weg naar huis na een succesvolle veldslag tegen de Amazonen. Na zijn overwinning heeft hij hun koningin Hippolyta gedwongen met hem te trouwen en hem samen met haar jongere zuster Emelye naar Athene te vergezellen.
Onderweg komen ze een groep jammerende, in het zwart geklede edelvrouwen tegen, die hem om hulp smeken. Ze komen uit Thebe, waar de tiran Creon hun echtgenoten heeft gedood en op een hoop heeft gesmeten als hondenvoer. Theseus vertrekt meteen naar Thebe, verslaat Creon en neemt de stad in.
In een hoop lijken worden twee neven van Creon, meer dood dan levend teruggevonden en meegenomen naar Athene. Daar worden ze, Palamon en Arcite, voor de rest van hun leven gevangengezet in een toren van het kasteel die uitkijk geeft op een tuin. Op een dag ziet Palamon de mooie Emelye in die tuin rondslenteren en hij wordt meteen stapelverliefd op haar. Wanneer hij dat aan Arcite vertelt, wordt die ook verliefd op Emelye. Hoewel Palamon en Arcite gezworen kameraden zijn, maakt de liefde voor Emelye hen tot rivalen.
Na verloop van tijd wordt Arcite vrijgelaten. Om dicht bij Emelye te zijn, keert hij echter naar Athene terug en gaat in dienst aan het hof van Theseus. Daar klimt hij op tot een hoge positie. Palamon ontsnapt uit de gevangenis en bij toeval ontmoet hij Arcite in een open plek in het bos. Arcite en Palamon besluiten een duel aan te gaan. Al even toevallig betrapt Theseus hen daar en Palamon onthult de ware identiteit van Arcite. Door toedoen van Hippolyta en Emelye wordt hun leven echter gespaard. Theseus staat hen toe om in de plaats daarvan een groots toernooi te houden. De winnaar zal de hand van Emelye krijgen. Ze hebben een jaar de tijd om ieder een leger op de been te brengen.
Voor de aanvang van het toernooi gaan Palamon, Arcite en Emelye elk naar de tempel van hun favoriete godheid en vragen ze om een goede afloop van het toernooi. Emelye hoort van Venus dat ze zal trouwen. Arcite vraagt aan Mars om het toernooi te winnen en Palamon vertelt aan zijn favoriete godin Venus dat hij met Emelye wil trouwen. Venus bepleit de zaak van Palamon bij Saturnus, de god die heerst over de plotselinge dood. Arcite, de overwinnaar van het toernooi en van de hand van Emelye, sterft onverwachts doordat zijn paard struikelt. Palamon en Emelye trouwen en Palamon vertrekt als heerser naar Thebe.

## Analyse

### Genre
The Knight's Tale is een vrije bewerking van Teseida van Boccaccio. Chaucer laat alles weg wat niet van belang is voor het eigenlijke verhaal en giet deze klassieke, epische vertelling in de vorm van een romance. 

Van de 12e tot op zijn minst de 17e eeuw was de romance het dominante genre voor fictie.
Hoewel het geen precieze definitie heeft, vertoont dit genre toch een aantal typische kenmerken:
- De auteur vertelt een bestaand verhaal, of een ware gebeurtenis, die zich meestal veraf in tijd en/of plaats heeft afgespeeld. De auteur heeft zijn informatie daarover uit goede bron verkregen.
- Het verhaal wordt samengesteld uit traditionele motieven en draait gewoonlijk om wonderen, toevallige voorvallen en een plotse wending van het lot.
- Er worden weinig realistische motivaties voor de acties in het verhaal gegeven. De emoties die de gebeurtenissen oproepen zijn belangrijker.
- De personages worden weinig levensecht uitgewerkt, het zijn edele helden en heldinnen, veeleer types dan individuen. Hun daden, gedragingen, emoties en manier van spreken vertegenwoordigen een ideaal van aristocratisch gedrag.
- Meestal heeft een romance een gelukkig einde.[9]
- Een romance wordt in de moedertaal geschreven en gaat meestal over liefde of ridderlijkheid, of beide.

Chaucer zelf gebruikt het woord 'romance' nooit wanneer hij het over zijn werk heeft en de pelgrims spreken er over als 'a noble storie'.
That he ne seyde it was a noble storie— MilT 3111.
Die niet zegde dat het een edel verhaal was
Behalve The Knight's Tale bevat The Canterbury Tales nog vier romances: The Wife of Bath's Tale, The Squire's Tale, The Franklin's Tale en de Tale of Sir Thopas.
Ook The Man of Law's Tale, The Clerk's Tale en The Merchant's Tale tonen een belangrijke verwantschap met dit genre.

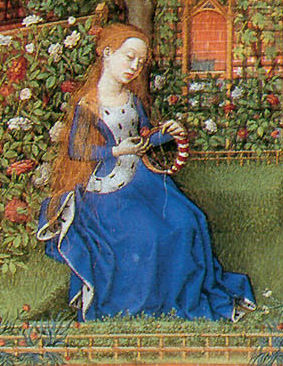
Giovanni Boccaccio: Emilia in de rozentuin (Teseida) (detail), Anjou, ca. 1460.

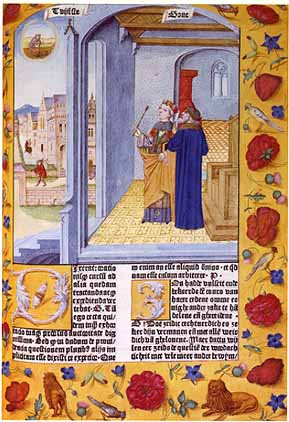
Vroege gedrukte editie van de Vertroosting der Wijsbegeerte van Boëthius. 'Dame Filosofie', Gent (1485).